# Hirakawa Rei
Hirakawa Rei (平川 怜 Hirakawa Rei, sinh ngày 20 tháng 4 năm 2000) là một cầu thủ bóng đá người Nhật Bản. Anh thi đấu cho FC Tokyo.

## Sự nghiệp
Hirakawa Rei gia nhập FC Tokyo năm 2016. Ngày 30 tháng 10 năm anh ra mắt ở J3 League (v SC Sagamihara).